# Paloma Álvarez Castro
Paloma Álvarez Castro (Lima, 1974) es una artista, poeta y educadora peruana con raíces ayacuchanas. Ha explorado la expresión artística a través del bordado y la pintura, caracterizándose por un enfoque introspectivo y emocional del tema migratorio.En el 2013 obtuvo el primer premio del V Concurso Nacional de Pintura del Banco Central de Reserva del Perú. Además de su trabajo visual, ha incursionado en la poesía publicando los poemarios “Partidas, despedidas y retorno” y “Mapas y caminos". 

## Infancia y juventud
Paloma Álvarez creció en San Juan de Lurigancho, un distrito de Lima caracterizado por su diversidad cultural y la influencia de migrantes de diversas regiones del Perú. Hija de un escultor, Álvarez mostró desde temprana edad interés por el arte, influenciada por el entorno creativo en el que se desarrolló.
Sus raíces ayacuchanas, transmitidas por su abuela Sara, tejedora de tradición, influyeron en su identidad y obra. La migración de su abuela a Lima debido a los conflictos políticos y sociales en Ayacucho en la década de 1980, y las historias que le contaba, inspiraron en Paloma Álvarez una conexión con sus raíces y la motivaron a explorar la temática migratoria en su arte.

## Educación
Estudió en la Escuela Nacional de Bellas Artes del Perú, especializándose en Pintura y Dibujo en el año 2000, donde comenzó a explorar el arte textil en sus últimas etapas de formación.  Posteriormente, obtuvo una licenciatura en Educación en la Universidad San Ignacio de Loyola en 2008, complementando su formación académica con estudios de postgrado en Estimulación Temprana y Psicomotricidad, así como en Gestión para emprendedores. Además de su carrera artística, se dedica a la docencia.

## Características de su obra
La obra de Paloma Álvarez se caracteriza por su contenido emocional, su exploración de la identidad y la migración. A través del bordado con fibra de alpaca, la artista rinde homenaje a su abuela y a la tradición textil ayacuchana, utilizando el idioma quechua en sus creaciones como un vínculo con sus raíces. 
Sus composiciones, cargadas de simbolismo, reflejan los encuentros y desencuentros de los migrantes andinos en la ciudad, así como la transformación de tradiciones y costumbres en el contexto urbano. Los zapatos, en especial la ojota, representados con frecuencia en sus obras, simbolizan el tránsito y el cambio cultural experimentado por quienes migran del campo a la ciudad. 

## Exhibiciones
Paloma Álvarez ha participado en exhibiciones colectivas en Lima y Arequipa. Dentro de sus exposiciones individuales se encuentran:
- Bordando Cartografías - Trayectos para un encuentro, en la Sala Vinatea Reynoso del Museo de Arte- Centro Cultural de San Marcos, Lima (2019).[7]
- Trayectos para un encuentro / Huk tinkuypaq ñankuna, en la Fundación Euroidiomas de Miraflores, Lima (2012).[1]
- Qaytukunapura Rimaymi / Mi voz entre los hilos, en la Galería L’Imaginaire de la Alianza Francesa de Miraflores, Lima (2008). [8][1]

## Premios y reconocimientos
Algunos de los premios y reconocimientos que ha recibido incluyen: 
- Premio Nacional de Pintura 2013 del Banco Central de Reserva del Perú (2013)

- Primer Premio en el Concurso “Bastidor de Oro” de la Empresa Hilos Tren (2005)

- Primera Mención Honrosa en el concurso “Si yo fuera Dalí” del Centro Cultural de España (2004)